# Пій Август Баварський
Пій Август Баварський (нім. Pius August in Bayern; 2 серпня 1786, Ландсхут — 3 серпня 1837, Байройт) — герцог Баварський з Пфальц-Цвейбрюккен-Біркенфельдской лінії.

## Біографія
Пій Август — третя дитина в сім'ї герцога Вільгельма Баварського та його дружини Марії Анни Цвейбрюккен-Біркенфельдської (1753—1824), дочки герцога Фрідріха Міхаеля Цвейбрюккен-Біркенфельдського.
26 травня 1807 року Пій Август одружився в Брюсселі із Амелією Луїзою (1789—1823), дочкою герцога Людвіга Марії Аренберзького. У подружжя народився син Максиміліан Йосип
Пій Август мав звання генерал-майора королівської баварської армії і був шефом 8-го піхотного полку в Байройті. Ні Пій Август, ні його дружина не чинили особливого впливу на виховання їхнього єдиного сина Максиміліана, яким займався його дід Вільгельм. Пій був відомий як холерик і мізантроп: він міг накинутися на людину прямо на вулиці і побити до втрати свідомості, за що неодноразово сидів у в'язниці.
У 1815 році Пій був обраний почесним членом Баварської академії наук. Помер в 51 рік в Байройті, де прожив більшу частину життя в самоті. Похований у монастирі Банц.

## Родина
Дружина — Амелія Луїза (1789—1823)
Діти:
- Максиміліан Йосип (1808—1888) — герцог Баварський, в 1828 році одружився із Людовікою Баварською.